# Inga Schneider
Inga Schneider, geborene Kesper (* 22. September 1968 in Willingen) ist eine ehemalige deutsche Biathletin.
Inga Schneider gehörte zusammen mit Dorina Pieper und Petra Schaaf zu den ersten bekannten Biathletinnen in Deutschland. 1992 nahm sie an den Olympischen Winterspielen in Albertville teil und belegte den 10. Platz im Sprint. Ihr größter Erfolg war der Gewinn der Mannschaftsweltmeisterschaft 1992 in Nowosibirsk.

## Erfolge
Weltmeisterschaften
- 1989: Bronze (Mannschaft)
- 1990: Silber (Mannschaft)
- 1992: Gold (Mannschaft)